# Багаха
Багаха (англ. Bagaha, хинди बगहा) — город на востоке Индии, в штате Бихар, на территории округа Западный Чампаран.

## География
Город находится на северо-западе Бихара, на левом берегу реки Нараяни (Гандак), вблизи административной границы со штатом Уттар-Прадеш. Абсолютная высота — 79 метров над уровнем моря.
Багаха расположена на расстоянии приблизительно 190 километров к северо-западу от Патны, административного центра штата и на расстоянии 680 километров к востоку-юго-востоку (ESE) от Нью-Дели, столицы страны.

## Демография
По данным официальной переписи 2011 года численность населения города составляла 113 012 человек, из которых мужчины составляли 53 %, женщины — соответственно 47 %. Уровень грамотности взрослого населения составлял 50,4 %. Уровень грамотности среди мужчин составлял 58 %, среди женщин — 41,9 %. 16,9 % населения составляли дети до 6 лет.
Динамика численности населения города по годам:
| 1991   | 2001   | 2011    |
| ------ | ------ | ------- |
| 64 627 | 91 383 | 113 012 |

## Транспорт
Сообщение Багахи с другими городами Индии осуществляется посредством железнодорожного и автомобильного транспорта.